# Moskwa 24
Moskwa 24 (ros. Москва 24) – rosyjski kanał informacyjno-edukacyjny, nadawany od 6:00-2:00 MSK. Stworzony dla mieszkańców Moskwy z inicjatywy mera Siergieja Sobianina. Właścicielami stacji są spółka holdingowa Moskwa-Media oraz publiczny nadawca radiowo-telewizyjny WGTRK.
Laureat krajowej nagrody Golden Ray 2012 w kategorii Najlepszy kanał informacyjny.

## Programy

### Informacyjne
- Megapolis – główny program informacyjny, nadawany jest co pół godziny.
- Probki (tłum. Korki) – najnowsze wiadomości z sytuacji na drogach Moskwy, informacje o utrudnieniach w ruchu ulicznym.
- Pogoda – dokładna prognoza pogody.
- Gorodowoj – historie, opowiadające o problemach, z jakimi muszą zmagać się mieszkańcy Moskwy na co dzień. Reporter kanału odwiedza poszkodowanych i pomaga im.
- Ekonomika (tłum. Gospodarka) – najnowsze aktualności o finansach, kurs walut, informacje z giełdy,
- 12 okrugow (tłum. 12 okręgów) – reporter odwiedza 12 okręgów Moskwy i rozmawia z ich burmistrzami.

### Rozrywkowe
- Nocz (tłum. Noc) – nocny program dla młodzieży.
- Moskwa w twojej tariełkie (tłum. Moskwa na twoim talerzu) – autorzy programu odwiedzają moskiewskie restauracje.